# Sola HK
Sola HK es un club femenino noruego de balonmano, con sede en la ciudad de Sola (provincia de Rogaland). Fundado en 1934 es el equipo que más participaciones ha tenido en la Eliteserien noruega (principal liga de balonmano nacional).
El equipo liguero del club está dirigido por Steffen Stegavik y asistido por Ole André Lerang.
Juega en Åsenhallen, con capacidad para 1200 espectadores. El pabellón se llenó para ver el partido ante el SK del Bækkelaget el 6 de noviembre de 1996.

## Plantilla 2023-24[1]
| - 1 Ine Skartveit Bergsvik - 12 Rikke Granlund - 16 Johanna Fossum - 8 Martine Wolff (c) - 9 Kaja Horst Haugseng - 49 Hege Holgersen Danielsen | Primeras línea Lateral izquierdo 10 Lene Kristiansen Tveiten 14 Anne Malin Gjengedal Antonsen 25 Merlinda Qorraj 37 Viviann Knutsen Centrales 2 Janne Håvelsrud Eklo (cesión desde Byåsen HE) 5 Malin Holta 17 Kristiane Knutsen Lateral derecho 11 Hanna Ræstad 22 Kristina Novak 24 Martha Barka |

## Jugadoras históricas
- Hilde Østbø
- Lene Tønnesen
- Silje Bolseth
- Hege Bakken Wahlqvist
- Line Ellertsen
- Mimi Kopperud Slevigen
- Camilla Herrem
- Tonje Nøstvold
- Ida Bjørndalen
- Ingrid Ødegård
- Anja Hammerseng-Edin
- Maria Thorisdottir